# Armadillidium aelleni
Armadillidium aelleni är en kräftdjursart som beskrevs av S. Caruso och Franco Ferrara 1982. Armadillidium aelleni ingår i släktet Armadillidium och familjen klotgråsuggor. Inga underarter finns listade i Catalogue of Life.